# Botriomycome
 Mise en garde médicale

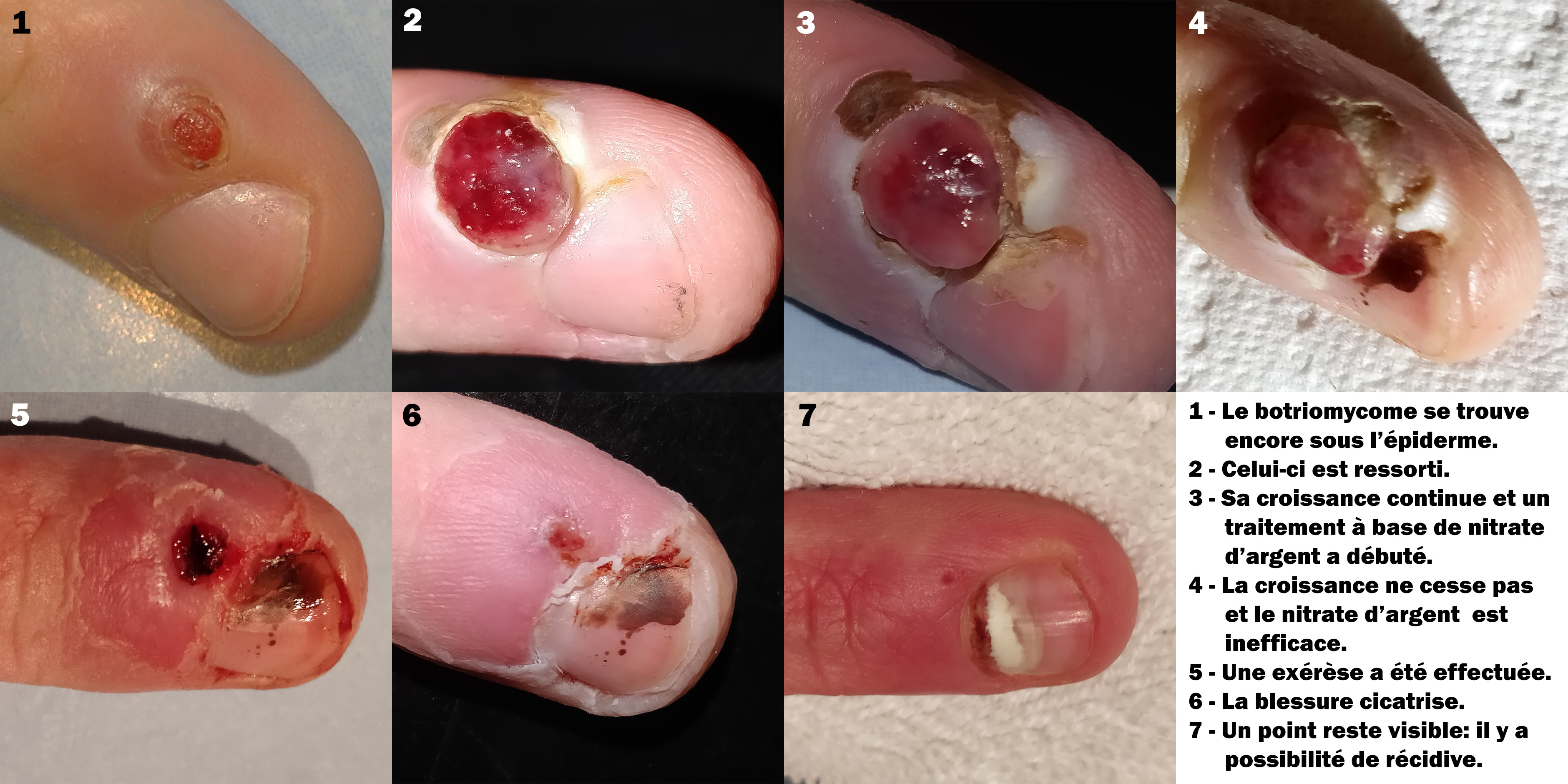
Évolution d'un botriomycome situé sur le 4e doigt gauche.

Un botriomycome (parfois écrit botryomycome) et aussi appelé granulome pyogénique ou hémangiome capillaire lobulé est une petite tumeur vasculaire inflammatoire bourgeonnante, saignant facilement, de couleur rouge vif, qui apparaît à la suite d'une petite plaie, souvent sur les doigts ou sur la main, en particulier lorsque celle-ci a subi un choc. Il peut aussi apparaître au bord d'un ongle incarné, notamment s'il y a eu frottement et irritation dans une chaussure trop étroite. 

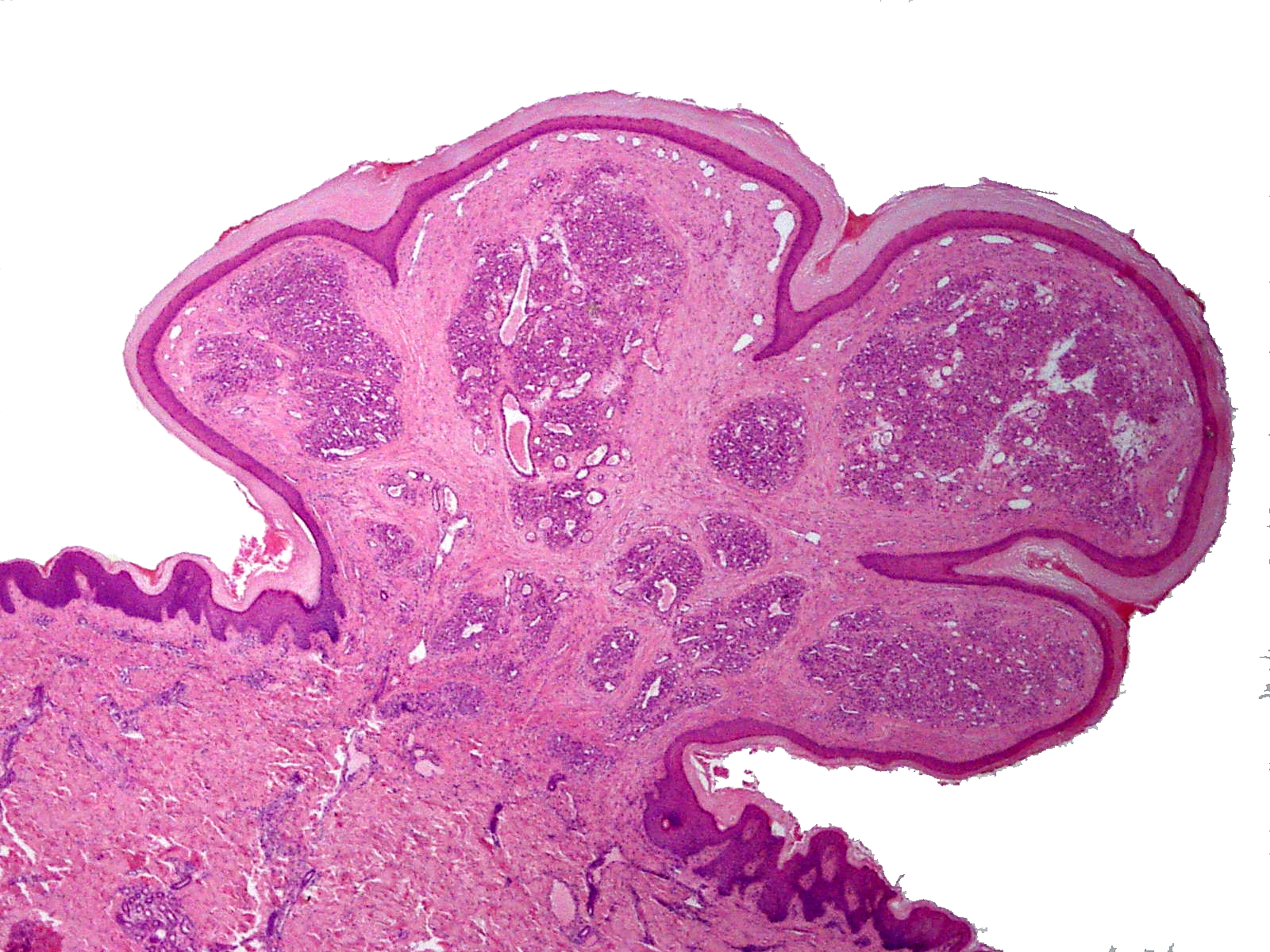
Coupe histologique d'un Botriomycome

C'est un petit « bourgeon charnu » très vascularisé, ultra-sensible, mou et bénin provoqué par la cicatrisation de la plaie qui ne s'arrête pas. Il saigne facilement et sécrète régulièrement de la lymphe.
Il peut être séché au moyen de nitrate d'argent ou de nitrate de plomb ou par électrocoagulation ou cryothérapie.
Plus rarement et en cas de récurrence du problème, une opération chirurgicale dite exérèse peut être nécessaire.

## Ambiguité sémantique
La dénomination granulome pyogénique ne devrait pas être employée, car elle recouvre une lésion qui n'est ni un granulome, ni pyogénique (c'est-à-dire générant du pus).

## Diagnostic différentiel

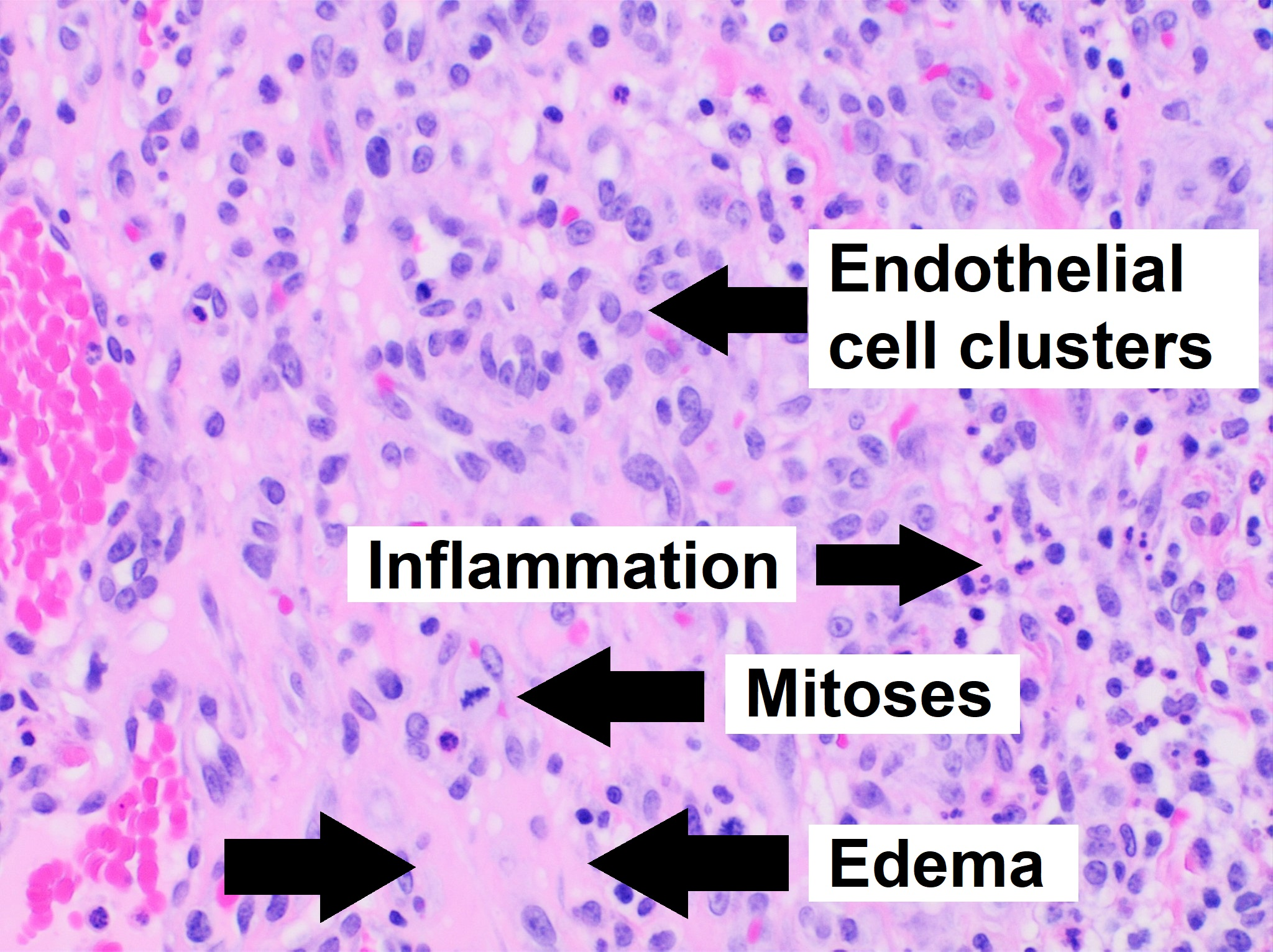
Histopathologie du granulome pyogène - fort grossissement. Coloration HE. Les principales caractéristiques sont annotées : Amas de cellules endothéliales, inflammation, quantité variable de mitoses et œdème.

Surtout ne pas passer à côté d'un mélanome achromique. 
Puis viennent la maladie de Kaposi, la tache rubis, l'angiome en touffes, l'hémangiome, l'angiome lobulé, l'angiome microcapillaire, l'angiome en cible hémosidérinique, la tumeur de Masson, l'angioendothéliomatose réactionnelle, l'angiome gloméruloïde, l'angiokératome, l'adénocarcinome papillaire digital, l'angiomatose bacillaire, la verrue péruvienne, les métastases cutanées ou muqueuses d'une néoplasie  viscérale, un tissu de granulation. Des réactions vasculaires sur des lésions d'herpès génital chronique ulcéré. Dans la bouche, un épulis, un mucocèle ou une diapneusie et rarement, une piqure d'insecte (ex cas exceptionnel de piqure de guêpe sur la muqueuse intérieure d'une narine, qui a induit un Botriomycome mimant une malignité et difficile à traiter car très vascularisé et source d'abondant saignement de nez).
L'installation et la croissance rapide, ainsi qu'un traumatisme initial, permettent souvent d'affirmer le diagnostic. Toutefois l'examen histopathologique est toujours nécessaire.